# 秦孝儀
秦孝儀（1921年2月11日—2007年1月5日），字心波，中华民国學者。湖南省衡山縣吳集鎮桃嶺村人。

## 生平经历
秦孝儀自上海法商学院法律系毕业后，曾赴美国俄克拉荷马大学學習，获人文科学博士学位。自24歲起受蔣中正重用，任中國國民黨中央委員會議事秘書。国共内战末期受郑彦棻之命，將中華民國之璽和荣典之玺由海口运往台灣。
赴台后曾任中華民國總統府侍从秘書，並先後擔任了中国国民党副秘書長、中国国民党中央委员会文宣组副组长、中国国民党中央设计考核委员会委员等职务。蔣中正臨終時，負責起草遺囑，并為《蒋公纪念歌》作詞。此後為蔣經國所敬重。1976年11月19日，蔣經國函電宋美齡：

「秦副秘書長調任黨史委員會主任委員，得以展其所長。」

秦孝儀擔任中國國民黨黨史會主任委員，至1991年卸職。任職黨史會主任委員期間，編有《國父全集》（1989年）、《總統蔣公思想言論總集》（1984年）等書籍。
秦孝儀自幼繼承家學，精通儒学、经史，博览群书，曾獨創“秦体字”，亦曾任國立台湾大学教授。1983年起，秦孝儀任國立故宮博物院院長。2000年以80歲高齡退休，主持故宮長達18年。中華電視公司八點檔連續劇《懷玉公主》片頭題字者即是秦孝儀。
秦孝儀由於與蔣家關係源遠深厚，被認爲是“宮廷派”。如蒋经国80冥诞当天，秦孝仪发动国民党党史会举行学术讨论会，推崇蒋经国行谊事功，并特别引介日本学者小谷豪治郎（小谷豪冶郎）所著、陳鵬仁翻譯、中央日報出版的《蒋经国先生传》。《蒋经国先生传》以6,000字篇幅，记载蒋经国与章亚若，以及孝严、孝慈兄弟事迹。此举被认为，国民党党史会正以渐进式安排，为孝严、孝慈认祖归宗铺路。秦孝仪当时也说，将等候孝严、孝慈兄弟完成认祖归宗的法定程序后，党史会将把章亚若及章氏兄弟列入蒋经国生平年表。2003年，宋美龄辞世，秦孝仪与前行政院长郝柏村、新黨主席郁慕明等人一同飞往纽约市为宋美龄致祭 。
秦孝儀與馬英九的母族也有關連，馬英九尊稱秦孝儀為娘舅。
秦孝儀晚年飽受糖尿病與心血管疾病之苦，故退休後長期接受治療。2004年9月10日—10月3日，國父紀念館為其舉辦了「筆力詩心：秦孝儀詩文書法文房展」，盛大展出83件書法、93件文玩等展品。
2005年10月14日至18日，秦孝仪一行回到中国大陆家乡，在湖南省博物馆原馆长熊传薪等人的陪同下来到张家界进行为期5天的考察观光。秦先生一行先后观看了天子山、袁家界、黄石寨、金鞭溪、黄龙洞、宝峰湖和军声画院等景区景点。
2007年1月5日午後，秦孝仪因心肌梗塞復發休克昏迷，下午5時送達振興醫院急診室時已無生命跡象，經搶救仍在晚間6時35分宣告不治，享壽87歲。
2007年1月18日，秦孝仪治喪委員會舉辦秦孝仪告別式，喪禮依佛教儀式進行，靈柩覆蓋中華民國國旗和中國國民黨黨旗，備極哀榮。

## 國父墨寶案
李敖與蔣家政治理念不合，因而常年批判秦孝儀。1982年，李敖就发表了一篇文章《给秦孝仪先生上一课》，批评秦孝仪的文章與编书错误百出。
1994年11月14日，蒋经国庶子章孝慈在北京参加会议时，突发脑溢血昏迷，随即转回台湾治疗。李敖听说章孝慈病重，决定举办李敖收藏品拍卖会，为平时生活简朴的章孝慈筹备治病资金，共募集了新台币七百余万元。其中李敖以新台币320万元拍卖出的一件孙中山墨宝，写的是孙中山送给蒋介石的一段话：“夫天下之事，其不如人意者固十常八九，总在能坚忍而烦劳怨不避，乃能期于有成。”秦孝儀聞後，在立法院備詢時懷疑此为“伪物”，并非真迹，是将孙中山信函“双钩”（手描）节录的作品；此话引发李敖不满，一状告上法院。
之後法院却做出判决，认为秦孝仪在立法院的答复系基于所任职务而报告，主观上并无将答复内容散布于众之意图，所以无罪；秦孝仪反控李敖诽谤，结果法庭辩论后李敖也被判无罪。
1996年，李敖請法務部調查局予以驗證，證實國父墨宝并非“双钩”；李敖遂提出上訴。
此案在民事诉讼上，法院始终认定秦孝仪充其量是误认缺失，所以无诽谤事实，因此并无赔偿必要；在刑事訴訟上，李敖控告秦孝仪“使公务员登载不实罪”，但还是被驳回。
2009年，台灣股市聞人古董張（張世傑）於部落格證實，該墨寶為其經手同款三十餘件贗品之一，其價值僅新台幣二萬元。

## 纪念设施
秦孝仪故居：位于湖南省衡东县吴集镇，现为湖南省省级文物保护单位。